# فيلودوس أقطع
الفيلودوس الأقطع (الاسم العلمي:Phyllodoce truncata) هو نوع من الحلقيات يتبع جنس الفيلودوس من فصيلة الفيلودوسات.